# Ніколає Циу
Ніколає (Микола Антонович) Циу (рум. Nicolae Țîu) (25 березня 1948 , Андрушул-де-Жос, Кагульський район ) — молдавський державний діяч, доктор економічних наук. Міністр закордонних справ Молдови (1990-1993). Посол Республіки Молдова в США (1993-1998). Народний депутат СРСР (1989—1991).

## Життєпис
Народився 25 березня 1948 року в селі Нижній Андруш (Андрушул де Жос) Кагульського району. Закінчив Кишинівський сільськогосподарський інститут, інженер-механік; аспірантуру Академії суспільних наук при ЦК Болгарської комуністичної партії, Софія, Болгарія.
Після закінчення сільськогосподарського інституту з 1970 року працював інженером радгоспу «Прут» Унгенського району Молдавської РСР. З 1970 до 1971 року служив у Радянській армії. У 1971—1974 роках — головний інженер радгоспу «Прут» Унгенського району Молдавської РСР. Член КПРС з 1973 до 1991 року.
У 1974—1976 роках — головний механік Унгенського агропромислового об'єднання «Молдплодоовочпром»; голова колгоспу імені Леніна Унгенського району. У 1976—1978 роках — голова міжгосподарського об'єднання механізації та електрифікації сільськогосподарського виробництва Унгенської районної ради колгоспів.
У 1978—1979 роках — секретар Унгенського районного комітету КП Молдавії.
У 1979—1981 роках — інструктор відділу сільського господарства та харчової промисловості ЦК КП Молдавії.
У 1981—1983 роках — слухач Академії суспільних наук і соціального управління при ЦК Болгарської комуністичної партії в місті Софії.
У 1983—1985 роках — інспектор відділу організаційно-партійної роботи ЦК КП Молдавії; 1-й секретар Кагульського районного комітету КП Молдавії. 
28 грудня 1985 — 1986 року — завідувач відділу сільського господарства та харчової промисловості ЦК КП Молдавії.
У 1986—1990 роках — 1-й секретар Кишинівського міського комітету КП Молдавії.
У 1989—1992 рр. — Народний депутат СРСР.
У серпні 1990 — жовтень 1990 рр. — міністр закордонних справ Молдавської РСР.
У жовтні 1990 — грудні 1991 рр. — міністр зовнішніх зв'язків Молдавської РСР.
З 6 червня 1990 по 28 жовтня 1993 рр. — міністр закордонних справ Республіки Молдова.
У 1993—1998 рр. — Надзвичайний і Повноважний Посол Республіки Молдова в США.